# Sclerolaena divaricata
Sclerolaena divaricata là loài thực vật có hoa thuộc họ Dền. Loài này được (R. Br.) Sm. miêu tả khoa học đầu tiên năm 1815.